# ویشنگا ماوا

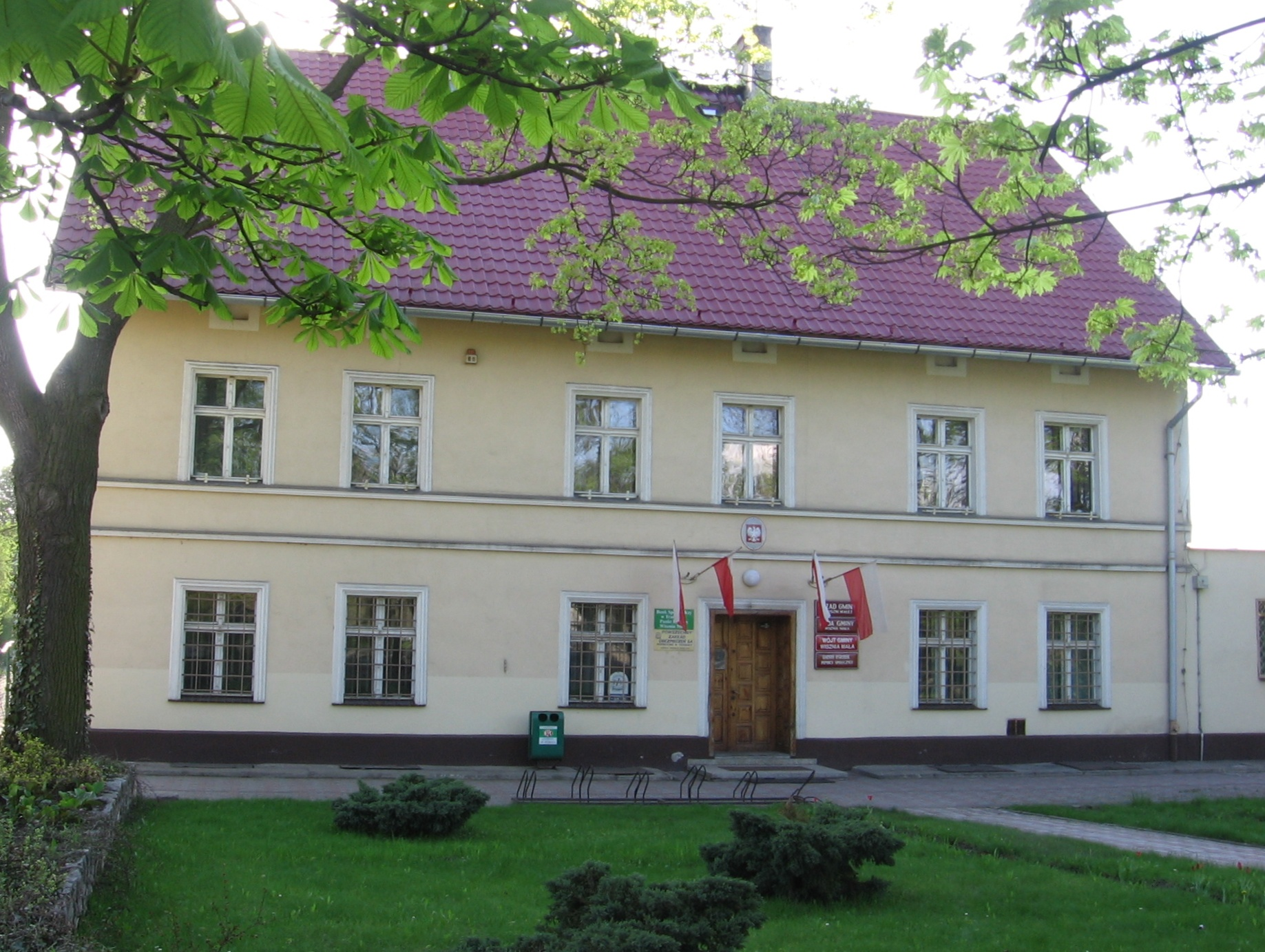
تصویری از سازمانی در این روستا

ویشنگا ماوا (به لاتین: Wisznia Mała) یک روستا در لهستان است که در گمینا ویشنگا ماوا واقع شده‌است.